# Dick Barwegan
Richard James „Dick“ Barwegan (* 25. Dezember 1925 in Chicago, Illinois; † 3. September 1966 in Baltimore, Maryland) war ein US-amerikanischer American-Football-Spieler. Er spielte als Guard unter anderem bei den Chicago Bears in der National Football League (NFL).

## Laufbahn

### College
Barwegan studierte in der Purdue University. Am College spielte er für die Purdue Boilermakers American Football. Im Jahr 1943 gewann er mit seiner Mannschaft die Meisterschaft in der Big Ten Conference. Danach musste er während des Zweiten Weltkriegs sein Studium aufgrund seines Militärdienstes im United States Army Air Corps  unterbrechen. Er konnte es erst im Jahr 1946 wieder aufnehmen und spielte nochmals für die mittlerweile von Cecil Isbell betreuten Boilermakers. Barwegan wurde aufgrund seiner sportlichen Leistungen von seinem College dreimal ausgezeichnet.

### Profi
Bereits im Jahr 1945 wurde er von den Brooklyn Tigers in der Draft an 44. Stelle in der sechsten Runde gezogen. Für diese Mannschaft trat er nie an, vielmehr schloss er sich nach Abschluss seines Studiums im Jahr 1947 den von Ray Flaherty trainierten New York Yankees an, die in der NFL Konkurrenzliga All-America Football Conference (AAFC) spielten. Barwegan konnte in seinem ersten Spieljahr in der AAFC mit seiner Mannschaft in das AAFC-Endspiel einziehen, wo man den Cleveland Browns mit 14:3 unterlag. Im darauf folgenden Jahr lief Richard Barwegan für die Baltimore Colts, die in derselben Liga spielten, auf. Head Coach der Mannschaft war sein ehemaliger Trainer am College Cecil Isbell. Isebell setzte Barwegan in der Offensive Line zum Schutz von Quarterback Y. A. Tittle ein. Nach zwei erfolglosen Spielzeiten in Baltimore verließ er die Colts in Richtung Chicago. Für die von George Halas trainierten Chicago Bears spielte er drei Jahre um nach zwei weiteren Spieljahren bei den im Jahr 1953 neugegründeten Baltimore Colts seine Laufbahn zu beenden. Barwegan starb im Jahr 1966 und ist auf dem Trinity Episcopal Church Cemetery in Long Green, Maryland, beerdigt.

## Ehrungen
Barwegan ist Mitglied in dem NFL 1950s All-Decade Team. Er spielte viermal im NFL Pro Bowl, dem Saisonabschlussspiel der besten Spieler einer Spielrunde. Sowohl in der AAFC, als auch in der NFL wurde er dreimal zum All-Pro gewählt.